# سیمز: قرار آنچنانی
سیمز: قرار آن‌چنانی (به انگلیسی: The Sims: Hot Date) عنوان سومین بسته الحاقی برای بازی ویدئویی شبیه‌سازی زندگی سیمز است که توسط شرکت الکترونیک آرتس در تاریخ ۱۴ نوامبر ۲۰۰۱ عرضه شده و سازنده آن ماکسیس است.

## گیم‌پلی
علاوه بر آیتم‌های جدید متعدد برای خانه‌ها، منطقه مرکزی شهر جدید مهم‌ترین افزوده بسته الحاقی Hot Date به بازی The Sims محسوب می‌شود. حالا سیم‌ها می‌توانند با استفاده از تلفن‌هایشان تاکسی بگیرند که آن‌ها را به مرکز شهر سیم‌سیتی می‌برد. این منطقه شامل مکان‌هایی مانند مراکز خرید، مناطق تفریحی، رستوران‌ها و کلوب‌های شبانه است.  
هنگامی که یک سیمز در قرار ملاقات است، بازیکن می‌تواند آن را کنترل کند اما نمی‌تواند مستقیماً به همراه او دستور بدهد. منطقه مرکزی شهر شامل آیتم‌های کاملاً جدیدی است که فقط در این بخش یافت می‌شوند، مانند غرفه‌های فروش غذا، فروشگاه‌های لباس، مناطق پیک‌نیک و برکه‌های اردک که زوج‌های سیمز می‌توانند از آن‌ها استفاده کنند. همچنین برخی آیتم‌های جدید مانند صندلی‌های رستوران وجود دارند که به سیمز کمک می‌کنند بهتر با هم آشنا شوند.  
تمام زمانی که در مرکز شهر سپری می‌شود مستقل از زمان در خانه است. به عبارت دیگر، سیمز در حین حضور در مرکز شهر مانند معمول گرسنه، خسته و بی‌حوصله می‌شوند، اما وقتی به خانه بازمی‌گردند، ساعت دقیقاً به زمانی که خانه را ترک کرده بودند برمی‌گردد. این مکانیسم باعث می‌شود داشتن همزمان یک رابطه عاطفی و شغل (که معمولاً حدود شش ساعت از روز سیمز را می‌گیرد) نه تنها ممکن باشد، بلکه بسیار آسان‌تر از قبل شود.  
نوار روابط سیمز با آشنایان نیز تغییر کرده و حالا شامل یک نوار روزانه در بالاست که روندهای کوتاه‌مدت را نشان می‌دهد (و به سرعت کاهش می‌یابد) و یک نوار بلندمدت که روندهای پایدارتر را نمایش می‌دهد.